# Nowa Cerkiew (powiat tczewski)
Nowa Cerkiew – wieś kociewska w Polsce położona w województwie pomorskim, w powiecie tczewskim, w gminie Morzeszczyn. W latach 1975–1998 miejscowość należała administracyjnie do województwa gdańskiego.
Miejscowość położona jest na Kociewiu, drugim obok Kaszub regionie Pomorza Gdańskiego. Należy do diecezji pelplińskiej, leży 8 km na południe od Pelplina.

## Nazwa
Nazwa Nowa Cerkiew po raz pierwszy pojawia się w niemieckim dokumencie z 1302 roku w postaci: Nuwokirche. Kolejne etapy ewolucji nazwy to: Nowa ecclesia z 1326 roku oraz Nowa Czerkiew 1583 z roku.

## Historia
Historia Nowej Cerkwi wiąże się nierozłącznie z istniejącą w niej parafią. W 1276 roku do Pelplina przybyli cystersi, którzy w 1302 roku lokowali wieś. Lokacja ta była pierwszą w opactwie pelplińskim realizowaną na prawie chełmińskim. W okresie reformacji prawie cała ludność Nowej Cerkwi przyjęła luteranizm. W roku 1583 rzekomo miejscowy proboszcz musiał zgodzić się nawet na luterańskich rodziców chrzestnych. 

## Zabytki
Według rejestru zabytków NID na listę zabytków wpisane są:
- kościół parafialny pw. Wniebowzięcia NMP, 1362, XVIII-XIX, nr rej.: A-1310 z 24.04.1990
- cmentarz przy kościele, nr rej.: j.w.

Otoczony cmentarzem z neogotycką bramą trójnawowy kościół w najstarszych fragmentach pochodzi z XIV wieku (prezbiterium, zakrystia, wieża). Przebudowywany był w roku 1820, 1851 i po pożarze w 1855. Skromny wystrój pochodzi głównie z końca XVIII wieku. W górnej kondygnacji ołtarza znajduje się gotycka figura Matki Boskiej Bolesnej przeniesiona tu z przydrożnej kaplicy ze wsi Borkowo, a w kruchcie stoi kamienna kropielnica. 
W podziemiach kościoła spoczywa Maciej Prądzyński – ostatni opat opactwa w Pelplinie, który po kasacie klasztoru został tu proboszczem. 
Wewnątrz kościoła wisi żyrandol, w którym oprawki do świec zrobione są z łusek po nabojach. Podczas II wojny tutejsi mieszkańcy zbierali je i umieszczali w żyrandolu, by upamiętnić ginące od nich ofiary.